# Leonardo Cuéllar
Leonardo Cuéllar Rivera (Álvaro Obregón, Mexikóváros, 1954. január 14.  – ) mexikói válogatott labdarúgó, edző.

## Pályafutása

### Klubcsapatban
1972 és 1979 között a Pumas UNAM játékosa volt, melynek színeiben 1977-ben megnyerte a mexikói bajnokságot. 1979 és 1984 között az Egyesült Államokban játszott. 1979 és 1981 között a San Diego Sockers, 1982 és 1984 között a San Jose Earthquakes csapatában szerepelt, közte az 1981–82-es szezonban Mexikóban játszott az Atletas Campesinos együttesében.  

### A válogatottban
1973 és 1981 között 40 alkalommal szerepelt az mexikói válogatottban és 3 gólt szerzett. Tagja volt az 1977-ben CONCACAF-bajnokságot nyert válogatott keretének és részt vett az 1978-as világbajnokságon, illetve az 1981-es CONCACAF-bajnokságon is.

### Edzőként
1998 és 2016 között a mexikói női válogatott szövetségi kapitánya volt. Három világbajnokságon (1999, 2011, 2015) és egy olimpián (2004) irányította a női csapatot. 

## Sikerei, díjai

### Játékosként
Pumas UNAM
- Mexikói bajnok (2): 1976–77
- Mexikói kupagyőztes (2): 1975
- Mexikói szuperkupagyőztes (1): 1975

Mexikó
- CONCACAF-bajnokság győztes (1): 1977

### Edzőként
Mexikó
- Női CONCACAF-aranykupa döntős (2): 1998, 2010
- Női CONCACAF-aranykupa bronzérmes (3): 2002, 2006, 2014